# Pediobius aphidiphagus
Pediobius aphidiphagus är en stekelart som först beskrevs av William Harris Ashmead 1887.  Pediobius aphidiphagus ingår i släktet Pediobius och familjen finglanssteklar. Inga underarter finns listade i Catalogue of Life.